# Алвеш Араужу, Тиагу Филипе
Тиа́гу Фили́пе А́лвеш Арау́жу (порт. Tiago Filipe Alves Araújo; род. 27 марта 2001, Повуа-ди-Варзин) — португальский футболист, защитник клуба «Гент».

## Клубная карьера
Араужу — воспитанник клубов «Повоа», «Витория Гимарайнш» и «Бенфика». 13 сентября 2020 года в поединке против «Вилафранкенсе» Тиагу дебютировал в Сегунда лиге в составе дублёров последнего. 21 ноября в матче Кубка Португалии против «Паредеша» он дебютировал за основной состав. Летом 2021 года Араужу перешёл на правах аренды в «Ароку». 20 августа в матче против «Фамаликана» он дебютировал в Сангриш лиге.
Летом 2022 года Араужу перешёл в «Эшторил-Прая». 6 августа в матче против «Фамаликана» он дебютировал за новый клуб. 9 февраля 2023 года в поединке против «Боавишты» Тиагу забил свой первый гол за «Эшторил-Прая».
Летом 2024 года Араужу перешёл в бельгийский «Гент», подписав контракт на четыре года.